# Jacob Johan Anckarström
Jacob Johan Anckarström (Roslagen, 11 maggio 1762 – Stoccolma, 27 aprile 1792) è stato un militare svedese.

## Biografia

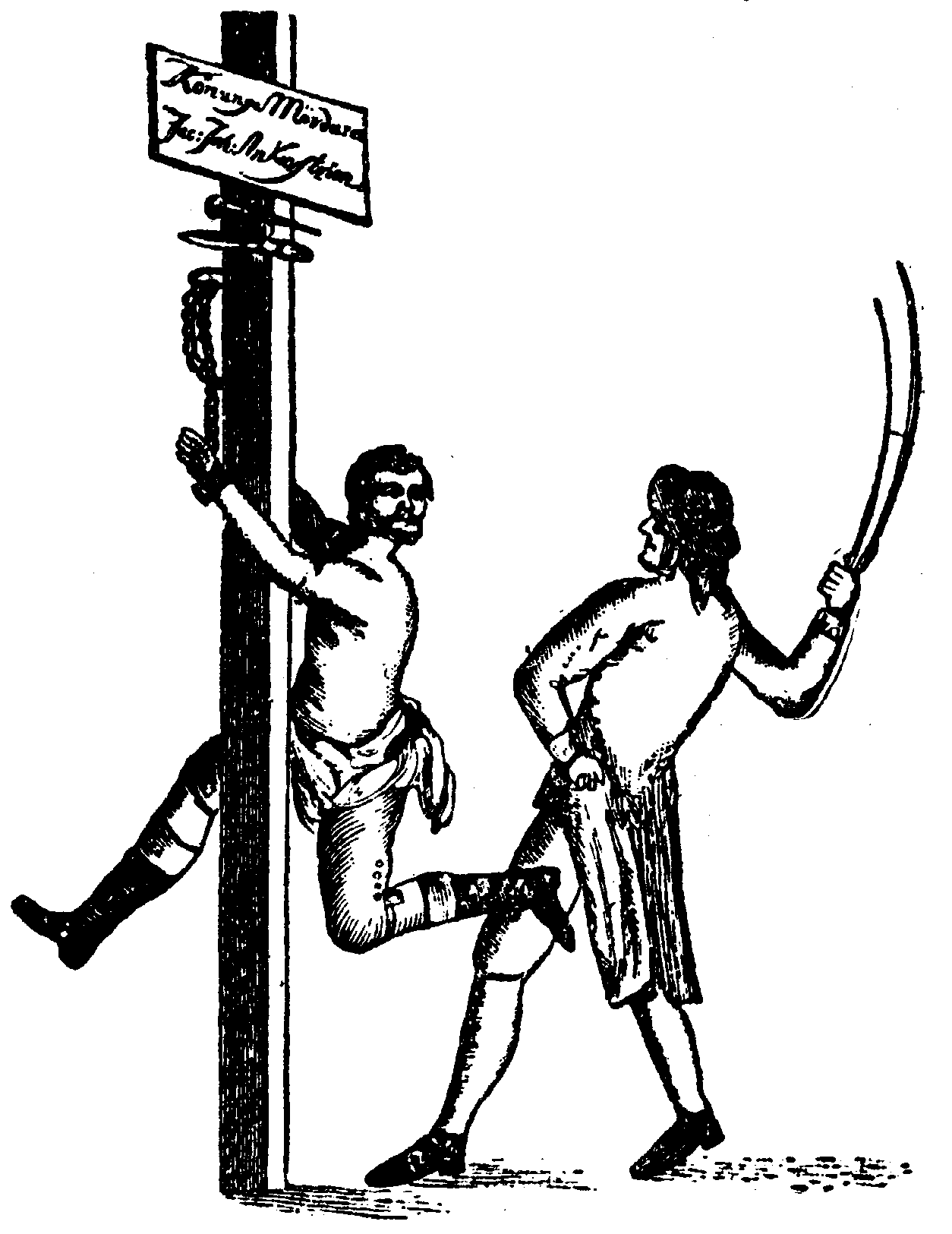
Disegno raffigurante la fustigazione subita da Anckarström

Figlio dell'omonimo Jacob Johan Anckarström, capitano del reggimento Nyland e veterano della guerra di Pomerania, Anckarström servì nel reggimento reale di Gustavo III come capitano dal 1778 al 1783. Durante un viaggio in Gotland fu accusato di maldicenze verso il re e fu inviato a Stoccolma, dove passò l'inverno e dove fu successivamente arrestato. Liberato fu però espulso dal reggimento e iniziò così a muovere sentimenti di odio verso il sovrano. Il 16 marzo 1792 il re Gustavo III ritornò a Stoccolma e pranzò al palazzo Haga, fuori città.
Durante il banchetto, Gustavo III ricevette una lettera anonima contenente minacce di morte ma, avendone ricevute altre in passato, ignorò il fatto. Dopo il pranzo andò nella sua stanza per prepararsi a una mascherata. Appena entrato nella stanza fu circondato da Anckarström e i suoi aiutanti Claes Horn e Adolf Ribbing che indossavano maschere nere. Gli assassini salutarono in francese il sovrano: «Bonjour, beau masque!» ("Buongiorno, bella maschera!"). Anckarström aggirò il re e gli sparò sul fianco sinistro della schiena. Gustavo III cercò la fuga urlando: «Ah! Je suis blessé, tirez-moi d'ici et arrêtez-le» ("Ah! Sono ferito, portatemi via di qui e fermatelo!"). Il sovrano fu subito portato via dal luogo che fu subito circondato.
Anckarström fu arrestato la mattina seguente e confessò subito il fatto negando l'aiuto di altri (Horn e Ribbing furono arrestati in seguito). Gustav III morì per la ferita il 29 marzo e il 16 aprile Anckarström fu giudicato. Perse i titoli nobiliari, fu torturato, gli fu amputata la mano destra e poi fu decapitato in pubblico il 27 aprile 1792. Lo stesso anno la famiglia Anckarström si fece rinominare Löwenström e donò fondi per la costruzione dell'ospedale omonimo.

## Nella cultura di massa
Alle vicende di Anckarstrom sono ispirate quelle dell'opera Gustave III o le Bal masqué di Auber (1833). Il libretto del Gustave III servì da base per le varie stesure del libretto che diverrà Un ballo in maschera di Giuseppe Verdi.